# Allophylopsis inconspicua
Allophylopsis inconspicua är en tvåvingeart som beskrevs av Tonnoir och Malloch 1927. Allophylopsis inconspicua ingår i släktet Allophylopsis och familjen myllflugor. Inga underarter finns listade i Catalogue of Life.